# نهر سیدیوسف
نهرسیدیوسف، روستایی از توابع بخش اروندکنار شهرستان آبادان در استان خوزستان ایران است. اولین بار شخصی بنام سید یوسف بن سید علی که از بحرین به این منطقه مهاجرت کرده بود، این نهر را بعنوان مرحمتی حوالی سال ۱۱۸۰ شمسی از شیخ اعقیب بن سعید نصاری دریافت نمود.

## جمعیت
این روستا در دهستان نصار قرار دارد و براساس سرشماری عمومی نفوس و مسکن (۱۳۹۵)، جمعیت آن ۹۸ نفر (۲۶ خانوار) بوده‌است.